# غيث التميمي
غيث التميمي باحث وكاتب عراقي يعيش في بريطانيا من مواليد مدينة الكاظمية في بغداد، وأكمل دراسته في الحوزة العلمية في مدينة النجف، تخصص في مجال دراسات الفكر الإسلامي، وهو رئيس المركز العراقي لإدارة التنوع، وعضو الجمعية العلمانية العالمية، وهو ناشط مدني وسياسي، لديه عدد من الأبحاث والدراسات واللقاءات التلفزيونية في مختلف وسائل الاعلام العربية والعالمية.

## السيرة الذاتية

### حياته[2]
اسمه الكامل «غيث عبد الجبار عبد الله الغالي التميمي الكاظمي» ولد يوم 22 فبراير عام 1981، في مدينة الكاظمية في مستشفى الكاظمية التعليمي بمحافظة بغداد. وكانت والدته «قادرية يوسف ناصر» تعمل في مجال الطب من عائلة بصرية، أما والده كان يعمل كاتباً وصحفياً ولديه العديد من المؤلفات، وترجع أصول عائلته لقبيلة بني تميم العربية من عشيرة المصالحة الضوايع، وكان جده «عبد الله الغالي» أحد شيوخ هذه العشيرة. أكمل دراسته الابتدائية في مدينة الكاظمية، سافر عام 1994 مع عائلته إلى الأردن حيث اصطحبتهم والدته التي كانت تعمل طبيبة في «مستشفى دلتا الحياة الأردني»، وأصبحت والدته فيما بعد الطبيبة المقربة من العائلة الملكية الاردنية والطبقة السياسية، وفي الأردن التقى لأول مرة بالتيار السلفي الأردني الذي كان نشطاً جداً في تلك الفترة، وعاد إلى العراق عام 1996، وأكمل دراسته المهنية المسائية، وتعلم مهنة الخياطة من خلال أخواله الذي ينشطون في تلك المهنة، وعند عودته للعراق شهد توجه العراقيين نحو التيار الديني الإسلامي المتمثل بالتيار السلفي السني والتيار الصدري الشيعي وصعود نجم رجل الدين الشيعي محمد محمد صادق الصدر، بالأضافة إلى التيار الحوزوي، مما جعل له ميل نحو الدراسات الدينية، حيث كان ميالاً إلى الجدل الرائح بين السنة والشيعة في ذلك الوقت، وكان دائماً ما يلقى المحاضرات الدينية اثناء طريق الزيارات إلى المراقد الدينية المقدسة. وكان في باديء الأمر متردداً في تقليد أي مرجع ديني في ذلك الوقت، ولكنه أستقر في النهاية على تقليد رجل الدين محمد محمد صادق الصدر، واصبح يتردد على زيارات العتبات المقدسة، مما دفعه إلى إكمال الدراسة الدينية في الحوزة الناطقة بتشجيع من خاله، وترك الدراسة الإعدادية التقليدية.
في بداية عام 1999 تم اعتقاله من قبل الأمن العراقي وهو في مسجد الكوفة وتم أرساله إلى مديرية أمن بغداد حيث واجه عقوبة السجن والتعذيب مع مجموعة من أقرانه، واستمر اعتقاله لمدة ثلاثة الأشهر حيث أطلق سراحه بعد دفع والدته مبلغ كبير جداً من المال الذي حصلت عليه بعد بيع أحد المنازل التي تملكه العائلة، وتم اعتقاله بعد ذلك أكثر من مرة وكان آخرها قبل ثلاثة أيام قبل سقوط نظام صدام. وبعد عام 2003 إنتقل من مدينة النجف إلى مدينة بغداد وسكن في منطقة الحسينية، وأصبح إمام جامع في أحد المساجد.

### دراسته الدينية
التحق بالدراسة في الحوزة العلمية في مدينة النجف عام 1997 واكمل دراسة المقدمات في علوم اللغة – نحو صرف بلاغة – والفقه –احكام قواعد وتاريخ الفقه الإسلامي – المنطق وعلم الكلام ومدخل لدراسة الفلسفة وعلوم القران والتفسير على يد ابرز الاساتذة المتخصصين وعلى راسهم الشيخ جعفر الكرباسي والدكتور السيد عدنان البكاء في التفسير، وفي عام 2000 م بدا بدراسة السطوح وبعدها السطوح العالي (وهي مراحل دراسية معتمدة في الحوزات الدينية) على نخبة من ابرز الاساتذة حينها ومنهم العلامة الشيخ علي الابراهيمي في اللمعة والشيخ محمد البهادلي في اللمعة وحلقات الاصول والسيد محمود الحسني الصرخي في علم الأصول وآية الله الشيخ قاسم الطائي في المكاسب وآية الله الشيخ محمد اليعقوبي في الكفاية والمكاسب وآية الله السيد علي السبزواري في الكفاية والمكاسب ومن ثم التحق بالدراسات العليا في الحوزة العلمية (البحث الخارج)فدرس الفقه والاصول على يد آية الله العظمى السيد علي الحسني البغدادي وآية الله العظمى الشيخ صالح الطائي وآية الله العظمى الشيخ محمد اسحاق الفياض وآية الله السيد علي أكبر الحائري وآية الله الشيخ محمد باقر الايرواني وكاظم الحائري وآية الله العظمى السيد محمود الهاشمي الشاهرودي وآية الله العظمى السيد كمال الحيدري والشيخ الدكتور عبد الجبار الرفاعي ، وغيرهم من اساتذة الحوزة.

## الآراء والحياة السياسية
بعد عام 2003 كان جزءاً من التيار الصدري الذي يقوده رجل الدين والسياسي العراقي مقتدى الصدر. وشغل منصب رئيس (مؤسسة الحضارة لتطوير الثقافة والاعلام- بغداد). في عام 2004 جرت أول انتخابات داخلية داخل التيار الصدري وفاز بأغلبية الأصوت وتم تعيينه مسؤول الثقافي والأعلامي في التيار الصدري، وكان يظهر على شاشات التلفزيون بشكل مكثف خصوصاً أيام احتدام المعارك في مدينة النجف بين جيش المهدي والقوات الأمريكية في نيسان 2004، حيث كان في ذلك الوقت يدرس في مدرسة الأمام الإمام البروجردي. واصبح فيما بعد يخوض المفاوضات مع القوات الأمريكية ممثلاً عن التيار الصدري أيام المستشار الأمريكي بول بريمر. لكن علاقاته سائت مع التيار الصدري بسبب أحد تصريحاته في إحدى اللقاءات التلفزيونية على قناة الحرة نهاية عام 2005. انتقل فيما بعد إلى منطقة شارع فلسطين وتعرض فيما بعد إلى محاولتي اغتيال من قبل جيش المهدي بسبب خلافاته مع بعض قياداته في ذلك الوقت، انتهت بمقتل أحد أبنائه. تم اعتقاله مع مجموعة من قيادات التيار الصدري من قبل القوات الأمريكية سنة 2006، وتم ايداعه في سجن بوكا في البصرة حتى شهر نوفمبر 2010، حيث تم اطلاق سراحه مع اخر المعتقلين لدى القوات الأمريكية قبل انسحابها من العراق.
قام عام 2011 بتأسيس «المركز الوطني للتقريب الديني» وهي مؤسسة تعنى بحوار الاديان والتقريب بين المذاهب الإسلامية، وفي عام 2014 أسس «المركز العراقي لادارة التنوع» وهو تطوير للمركز الوطني للتقريب الديني وهي مؤسسة غير حكومية غير ربحية تسعى لارساء قواعد صحيحة لادارة التنوع الديني والعرقي والإثني والقومية والثقافي في العراق.
يقيم التميمي في لندن منذ تموز سنة 2015 ويعقد اللقاءات الصحفية والمقابلات التلفزيونية التي ينتقد فيها احزاب الاسلام السياسي الحاكم في العراق منذ 2003 والهيمنة الإيرانية على العراق، ويدعو لاقامة الدولة المدنية العادلة بعد مغادرته التيار الصدري.
في 26 أبريل 2016 شن هجوما حادا على زعيمه السابق مقتدى الصدر مطلقاً عليه سيلا من الأوصاف اللاذعة. وخاطب التميمي أتباع الصدر قائلا: «اعلموا أن قائدكم من ورق، واعلموا أن عمامة مقتدى الصدر من ورق، واعلموا أن اسمه من ورق، وأنه بعيد كل البعد عن تضحية الإمام الحسين».
في ديسمبر 2018 شن غيث التميمي هجوما لاذعاً على الزواج الإسلامي الذي أراد بعض رجال الدين اقراره في البرلمان العراقي وقدم مراجعة فقهية للتعديل المقترح في مجلس النواب العراقي عام 2017 لقانون الاحوال الشخصية العراقي رقم 188 لعام 1959 . وفي مراجعة لنصوص الفقه الإسلامي السني والشيعي يثبت بالدليل القطعي عدم وجود (الزواج) بالمعنى الإنساني والاسري للمصطلح، وان الفقه ينظم علاقة النكاح (ممارسة الجنس) وما يترتب عليها من آثار اجتماعية وجسدية.
في أبريل عام 2019 هاجم قانون قدسية محافظة النجف والذي تبناه مجلس محافظة النجف والشخصيات النافذة والقوية داخل المدينة، مما اثار الكثير من ردود الفعل في الاوساط الدينية والسياسية بقوله: «انه لا وجود لشيء مقدس في القران غير الله». وأضاف أن «تراث الشيعة يتحدث عن النجف الأشرف المدينة وليست المقدسة»، قائلاً «لم يُسمع عن النبي أو الإمام علي عليه السلام عن تقديس القبور والمقامات». ومضى قائلا أن «قانون القدسية هو إساءة للنجف»، مخاطباً المحافظ بالقول: «مهمتك تنظيف النجف من الأوساخ وليس مراقبة النساء».

## الهوامش
1. ↑  الصدى نت / عن الكاتب نسخة محفوظة 26 مايو 2020 على موقع واي باك مشين. [وصلة مكسورة]
2. ↑  موقع يوتيوب -رحلة في عقل غيث التميمي وحياته الشخصية حلقة استنائية نسخة محفوظة 17 ديسمبر 2019 على موقع واي باك مشين.
3. ↑  لقاء خاص مع الشيخ غيث التميمي نسخة محفوظة 26 مايو 2020 على موقع واي باك مشين.
4. ↑  abolkhaseb.net -هجرة قادة فرق الموت الصدرية- البدرية الى سورية- السيدة زينب؟ نسخة محفوظة 26 مايو 2020 على موقع واي باك مشين. [وصلة مكسورة]
5. ↑  سومر نيوز - قيادي صدري منشق يشن هجوماً غير مسبوق على الصدر ويصفه بالمتقلب - ابريل 2016 نسخة محفوظة 26 يناير 2020 على موقع واي باك مشين.
6. ↑  موقع عربي 21 -قيادي منشق عن الصدر لأتباعه: قائدكم من ورق ويتاجر بكم -الأربعاء، 27 أبريل 2016 نسخة محفوظة 10 يناير 2020 على موقع واي باك مشين.
7. ↑  موقع يوتيوب -غيث التميمي بالدليل لا يوجد زواج في الفقه الاسلامي! - تم نشره في 05/12/2017 نسخة محفوظة 16 يوليو 2020 على موقع واي باك مشين.
8. ↑  الوكالة الاخبارية -باحث اسلامي "يهاجم" قانون قدسية النجف: لا وجود لمقدس في القران الا الله - 22-04-2019 نسخة محفوظة 27 أغسطس 2019 على موقع واي باك مشين.
9. ↑  المصدر نفسه

## وصلات خارجية
- مقالات الكاتب غيث التميمي على موقع كتابات
- مقالات الكاتب غيث التميمي على موقع الصدى نت نسخة محفوظة 26 مايو 2020 على موقع واي باك مشين.